# Austrochthonius argentinae
Austrochthonius argentinae är en spindeldjursart som beskrevs av Clarence Clayton Hoff 1950. Austrochthonius argentinae ingår i släktet Austrochthonius och familjen käkklokrypare. Inga underarter finns listade.